# جیمز مارسترز
جیمز مارسترز (به انگلیسی: James Marsters) (زاده ۲۰ اوت ۱۹۶۲) بازیگر آمریکایی است.
از فیلم‌های معروف او می‌توان به بازی در فیلم پی‌نوشت: دوستت دارم و سریال‌های بافی قاتل خون‌آشام‌ها و آنجل اشاره کرد.